# Herz-Jesu-Kirche (Düsseldorf-Urdenbach)

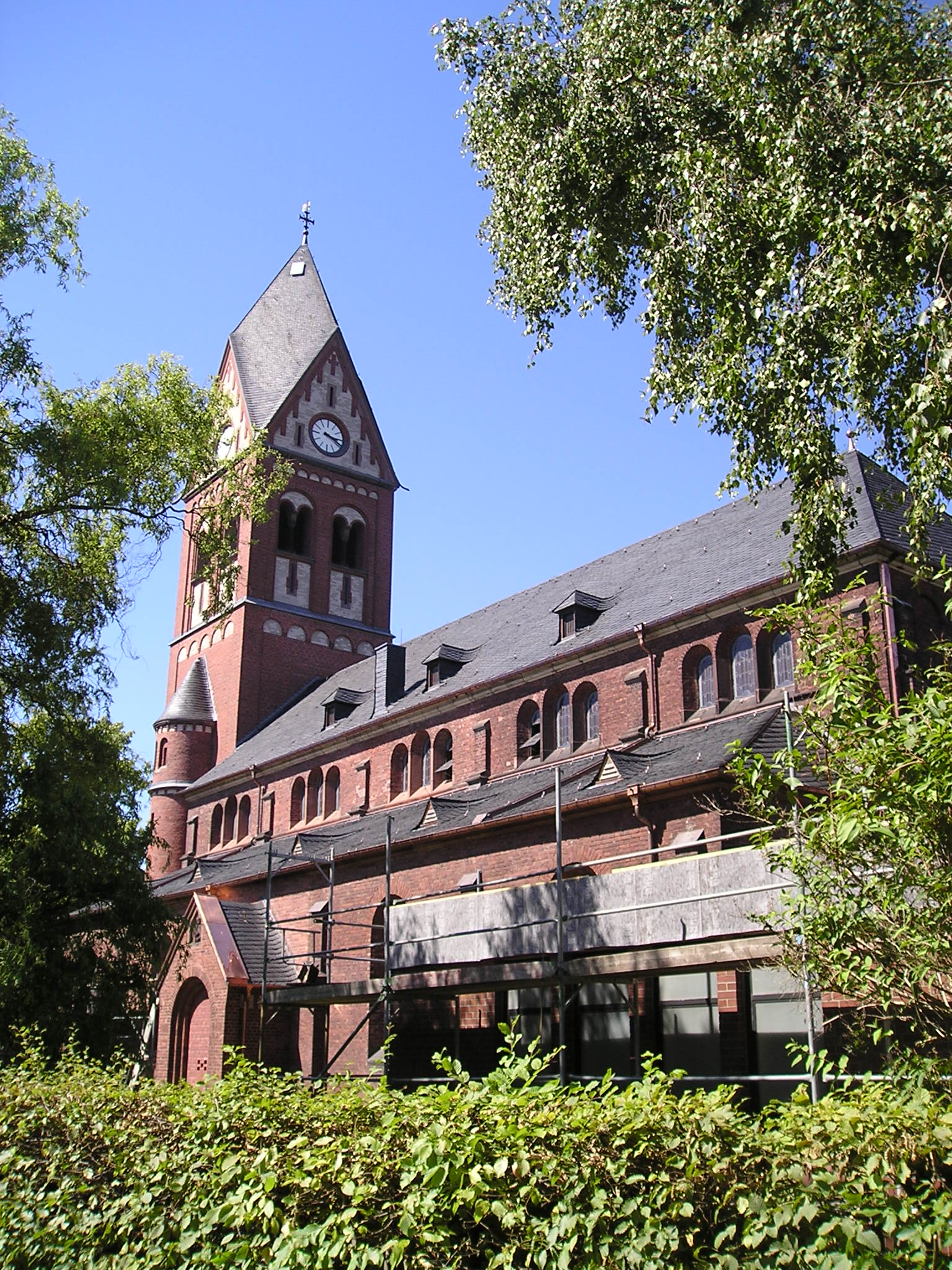
Herz-Jesu-Kirche

Die katholische Herz-Jesu-Kirche in Düsseldorf-Urdenbach ist dreischiffige, neuromanische Basilika, mit deren Bau 1893 begonnen wurde. Die seit 1906 bestehende Herz-Jesu-Pfarre bildet heute zusammen mit St. Cäcilia den Kirchengemeindeverband Benrath-Urdenbach.

## Geschichte
Urdenbach gehörte bis ins späte 19. Jahrhundert zur Pfarrei von Benrath. 1893 konnten die Urdenbacher Katholiken den Grundstein für eine eigene Kirche legen. Bis 1894 errichtet wurden der Chor und zwei Joche des Längshauses, wo bereits Gottesdienste abgehalten werden konnten. Diese Kirche wurde 1902 zur Rektoratskirche und 1906 zur Pfarrkirche erhoben. 1914 folgte der Ausbau der Kirche und die Errichtung des viergeschossigen Glockenturms nach den Plänen von Wilhelm und Paul Sültenfuß. In den 1960er-Jahren wurde die Kirche umgestaltet und eine umfassende Renovierung folgte Ende der 1970er-Jahre.

## Architektur und Ausstattung
Die Außenmauern des für eine dörfliche Pfarrkirche überdimensionierten Bauwerkes bestehen aus rotem sichtbaren Backsteinen. Lediglich zur Betonung der Einfassungen von Verzierungen am Turm wurden die Steine verputzt. Die Fenster im Seitenschiff sind große Rundbogenfenster im romanischen Stil. Im Obergaden befinden sich kleine Drillingsfenster.

## Glocken
Im Jahre 1912 goss die Glockengießerei Otto aus Hemelingen/Bremen vier Bronzeglocken für die Herz-Jesu-Kirche. Von diesen vier Glocken hängen heute noch zwei Glocken im Turm der Kirche. Die kleinste der vier Glocken, die ursprüngliche Angelusglocke, steht heute an den Stufen des Chorraums als Wandlungsglocke. Ihre Inschrift lautet: Ave Maria gratia plena ora nobis (1912, Fa. Otto, Hemelingen). Im Kirchturm erklingt heute ein fünfstimmiges Bronzegeläut zweier Glockengießer mit dem Motiv „ausgefülltes Salve Regina“ auf d′:
1. Heinrich & Elisabeth: d′-2 / Otto, Bremen Hemelingen / 1912 / 1750 kg
2. Pius X.: e′-2 / Petit und Gebr. Edelbrock / 1960 / 1000 kg
3. Petrus: fis′-3 / Otto,Bremen Hemelingen / 1912 / 850 kg
4. Johannes: a′-2 / Petit und Gebr. Edelbrock / 1960 / 380 kg
5. Maria: h′-3 / Petit und Gebr. Edelbrock / 1960 / 280 kg